# Distrito de Istres
El distrito de Istres es un distrito (en francés arrondissement) de Francia, que se localiza en el departamento de Bocas del Ródano (en francés Bouches-du-Rhône), de la región Provenza-Alpes-Costa Azul. Cuenta con 8 cantones y 18 comunas.
La capital de un distrito se llama subprefectura (sous-préfecture). Cuando un distrito contiene la prefectura (capital) del departamento, esa prefectura es la capital del distrito, y se comporta tanto como una prefectura como una subprefectura.

## División territorial

### Cantones
Los cantones del distrito de Istres son:
1. Berre-l'Étang
2. Châteauneuf-Costa Azul
3. Istres-Norte
4. Istres-Sur
5. Marignane
6. Martigues-Este
7. Martigues-Oeste
8. Vitrolles

### Comunas
| 1. Berre-l'Étang (13014)     | 2. Carry-le-Rouet (13021)   | 3. Châteauneuf-les-Martigues (13026) | 4. Ensuès-la-Redonne (13033) |
| 5. Fos-sur-Mer (13039)       | 6. Gignac-la-Nerthe (13043) | 7. Istres (13047)                    | 8. Marignane (13054)         |
| 9. Martigues (13056)         | 10. Miramas (13063)         | 11. Port-de-Bouc (13077)             | 12. Rognac (13081)           |
| 13. Le Rove (13088)          | 14. Saint-Chamas (13092)    | 15. Saint-Mitre-les-Remparts (13098) | 16. Saint-Victoret (13102)   |
| 17. Sausset-les-Pins (13104) | 18. Vitrolles (13117)       |                                      |                              |